# Елими
Елимите (на старогръцки: Ἔλυμοι; на латински: Elymi) са един от трите древни известни от историята народи обитавали Сицилия, наред със сиканите и сикулите, като населяват западната част на острова през бронзовата епоха и Класическата античност. Сведенията за тях са оскъдни и езикът им не е класифициран. Попадат под гръцко културно влияние след гръцката колонизацията на Сицилия, а след завладяването на острова от Рим са асимилирани.